# Stefan Aigner
Stefan Aigner (Múnich, Baviera, Alemania, 20 de agosto de 1987) es un futbolista alemán que juega como mediocampista en el TSV Otterfing.

## Clubes
| Club                | País           | Año       |
| ------------------- | -------------- | --------- |
| Wacker Burghausen   | Alemania       | 2006-2007 |
| Arminia Bielefeld   | Alemania       | 2007-2008 |
| TSV 1860 Múnich     | Alemania       | 2009-2012 |
| Eintracht Fráncfort | Alemania       | 2012-2016 |
| TSV 1860 Múnich     | Alemania       | 2016-2017 |
| Colorado Rapids     | Estados Unidos | 2017-2018 |
| KFC Uerdingen 05    | Alemania       | 2018-2019 |
| SV Wehen Wiesbaden  | Alemania       | 2019-2021 |
| TSV Otterfing       | Alemania       | 2022-     |